# 中国驻冰岛大使馆
中华人民共和国驻冰岛大使馆，简称中国驻冰岛大使馆，是中华人民共和国驻冰岛的外交代表机构。

## 机构设置
中国驻冰岛大使馆设置下列机构：
- 政治处
- 经济商务处
- 领侨处